# 第三代瑞利男爵約翰·斯特拉特
第三代瑞利男爵約翰·威廉·斯特拉特 OM FRS（/ˈreɪli/；1842年11月12日—1919年6月30日），英國物理學家。他与威廉·拉姆齐合作发现氩元素，并因此获得1904年诺贝尔物理学奖。他还发现了瑞利散射，预测了面波的存在。

## 生平
瑞利1842年出生于英国埃塞克斯郡的莫尔登，年幼时身体虚弱。他毕业于哈罗公学；1861年进入剑桥大学三一学院学习数学，先后于1865年和1868年获得学士和硕士学位。
瑞利在1871年与詹姆斯·梅特兰·鲍尔弗的女儿伊夫琳·鲍尔弗（Evelyn Balfour）结婚，两人育有三个儿子。其中长子后来成为帝国理工学院物理教授。1873年，他的父亲第二代瑞利男爵約翰·詹姆斯·斯特拉特去世，他作为继承人成为第三代瑞利男爵。
瑞利1873年当选英国皇家学会院士。1879年被剑桥大学任命，接替詹姆斯·克拉克·麦克斯韦担任实验物理教授及卡文迪许实验室主任。1884年，瑞利离开剑桥，到自己在埃塞克斯郡的别墅继续实验研究。1887年至1905年，他在英国皇家研究所担任自然哲学教授。1905年至1908年担任皇家学会会长。1908年直到逝世任剑桥大学校长。
1919年6月30日，瑞利在埃塞克斯郡威特姆去世。

## 研究
瑞利于1883年最早描述了海鸟的动力翱翔，发表于英国的《自然》杂志。1896年，瑞利提出“双耳效应”理论，解释了人为什么能够分辨声音的方向。1877年至1878年间，他出版了两卷《声学理论》。他还参与《大英百科全书》的编写。
瑞利长期致力于气体密度的研究，他在研究中发现从液态空气中分馏出来的氮气，跟从亚硝酸铵分解得到的氮气，密度存在超过实验误差范围的差异。后来他遇到威廉·拉姆齐，两人决定合作查明这一问题的原因。1894年8月13日，瑞利与拉姆齐宣布他们发现一种新的气体元素氩。之后，在瑞利的协助下，拉姆齐又相继发现了几种新的惰性气体元素。
瑞利提出的分子散射公式解释了“天空为什么是蓝的”，被称为瑞利散射定律。他还提出了瑞利准则。

## 荣誉与奖项
瑞利先后获得过皇家奖章（1882年）、马泰乌奇奖章（1894年）和科普利奖章（1899年）。1904年，因“研究气体密度，并从中发现氩”，瑞利被授予诺贝尔物理学奖。1920年，他被追授拉姆福德奖章。
此外，火星和月球上有环形山以瑞利的名字命名。小行星22740也被命名为“瑞利星”。